# Акмектеп (Баянаульський район)
Акмекте́п (каз. Ақмектеп) — село у складі Баянаульського району Павлодарської області Казахстану. Входить до складу Бірліцького сільського округу.
Населення — 71 особа (2021; 149 у 2009, 193 у 1999, 257 у 1989).
Національний склад станом на 1989 рік:
- казахи — 100 %.